# Postigo de Alfama
O Postigo de Alfama foi uma antiga porta da cidade de Lisboa, inserida na cerca fernandina da cidade.
Existe ainda no Beco de Alfama, ao Terreiro do Trigo. Ficava fronteiro ao Campo da Lã. Foi também chamado Postigo das Alcaçarias e Postigo da Lavagem por ficar entre estes banhos e o tanque das lavadeiras. 